# 佳里青龍宮
佳里玉勅青龍宮，位於臺灣臺南市佳里區，地屬佳里玉勅皇勅金唐殿境內第十七角頭，係原西港頭(土)庫庄之庄廟青龍宮，奉祀主神保生大帝，為古時西港頭庫庄、打鐵庄頭之信仰中心，更擴及檳榔林一帶。主神保生大帝榮任為西港刈香玉勅代天巡狩千歲爺西席瘟醫，為西港刈香三頂出巡王轎之一。

## 沿革

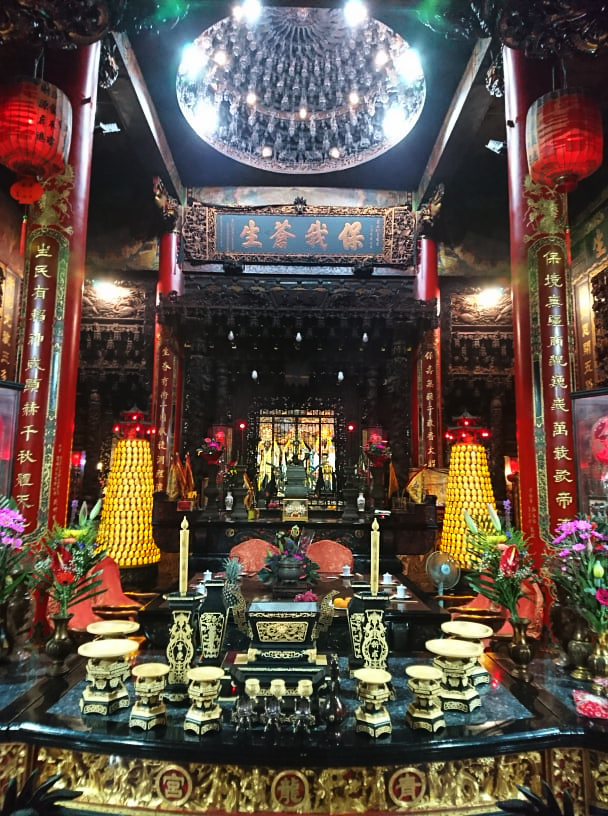
佳里青龍宮內殿

### 頭(土)庫庄時期
青龍宮所供奉之保生大帝金尊神像，相傳係于明鄭永曆十五年(1661)，隨鄭成功率軍民渡海來台時，為祈祐護航渡海，軍民平安，忠貞軍民洪文德奉命在福建青礁慈濟宮奉請之保生大帝神像金尊，入台江內海，初登陸於古稱馬蹄埔之陸嶼暫時結廬奉祀，後經含西港水路航入於頭庫庄(現西港東北角處，書載亦有稱塗庫、土庫)，永曆二十七年癸丑歲(1673)建廟奉祀，草創廟額-青龍宮。
後因神靈顯赫，住地軍民均視為精神堡壘，祈安植福，沐其浩蕩神庥，初廟修葺多次，歷經九十一年春秋，於清治乾隆二十八年(1763)癸未歲重建。古時，含西港係當時大陸與台灣商旅船隻直駛入內地商埠頭庫碼頭湖潭唯一水路，而湖潭係鯉魚穴所形成，湖潭內鯉魚成群，古稱鯉魚潭，故往返商旅船隻均停泊於此湖潭碼頭裝卸貨物。居民全盛含打鐵庄約二千餘戶，庄上草廍油車林立，盛極一時，鼎盛時亦分頂、下頭庫。道光十一年辛卯歲(1831)，庄民協議以數千圓再次重建。然滄海桑田，歷經天災地變，地理環境隨日月而異，含西港河道日漸狹窄，庄上居民亦日漸他遷。同治初年大地震，廟宇受損嚴重，同治九年當地資產家許胡，首倡發起重建，募得庄內居民三百餘圓重修改建。但在光緒九年，癸未歲一次大風暴，又肇致廟宇傾斜破損，當時庄眾已稀少，至光緒三十一年頭庫庄民僅存二、三十戶。

### 寄佛西港慶安宮時期
日治大正十五年(1926)廟體毀壞終至倒塌，時祭祀公業廟地管理者許遍之子許鬧碖成立五人小組於每年大道公生土庫廟地依舊酬神演戲，開基二大帝、老大帝軟身神像、虎爺公則暫祀西港慶安宮，後開基二大帝神尊由許姓庄民移奉於安定管寮民家。

### 佳里建廟時期
民國五十一年(1962)開基二大帝顯景移居佳里之謝姓庄民，由謝馬力於管寮許姓民家尋回，並於民國六十七年(1978)佳里八六九番地創臨時宮廟，定廟號為『龍安宮』，始迎回暫祀西港慶安宮之舊時古廟神尊；後因顯赫，信徒日增，當地信眾居民乃倡議重建，並於民國七十年成立管理委員會，民國七十八年興工起造，重現巍峨大廟，翌年七十九年十一月十二日入火安座，神示恢復古廟號『青龍宮』，為今日之規模。
民國九十七年於原土庫舊廟地建立保生大帝紀念公園，初期建有青礁亭及紀念碑，藉以緬懷先民來台開墾之艱辛與見證古時大道公創立之基業。

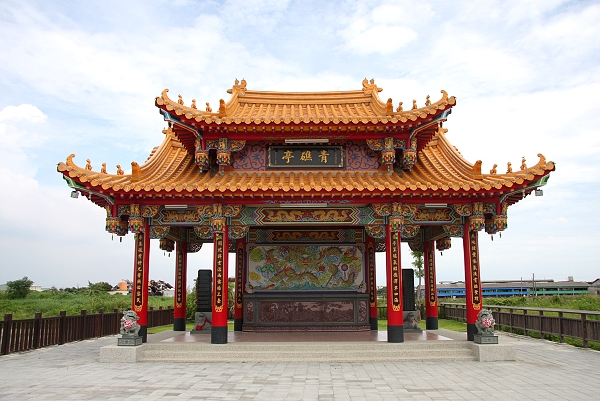
青龍宮舊廟地青礁亭

### 西港香科淵源
參與乾隆四十九年(1784）八份姑媽宮首次舉辦西港香科十三庄頭宮廟之一，保生大帝榮任代天巡狩千歲爺瘟醫神，至今已歷二百餘年，有西席瘟醫榮封尊稱。

### 蕭壠香科榮封
蕭壠香民國七十六年(1987)復香以來均有參與，於民國八十五年歲次丙子香科(1996)，代天巡狩千歲爺亦承玉旨榮封青龍宮保生大帝代天御醫之尊銜，後退出，廟內亦保留著當時封號之榮旗。

## 奉祀神祇
- 主祀：
  - 保生大帝
- 陪祀：

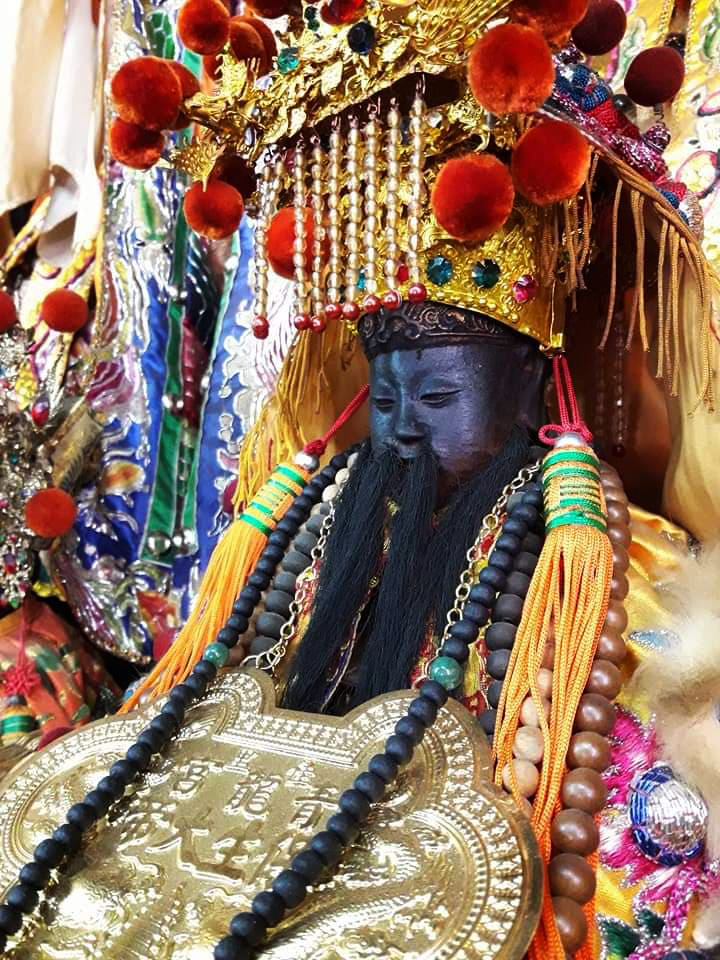
青龍宮保生大帝(開基二大帝)

  - 觀音佛祖、謝府千歲、雷府千歲(王令)、福德正神、註生娘娘、中壇元帥、虎爺將軍、鄭府將軍
- 文昌殿：
  - 文昌帝君
- 武聖殿：
  - 關聖帝君、天官武財神(武龍德財尊)、鯉魚公

## 頭庫庄地名考
查頭庫庄亦有塗庫、土庫之名稱記載。清鼎盛時還分頂、下頭庫，就地理位置而言約在古時西港仔庄東北方，以北與下宅仔庄、謝厝寮庄為界，東與打鐵庄為臨，當時臨近庄內製糖、榨油業興盛。清治時期道光十五年(1835)西港仔設保，從道光戊申年(1848)三十六庄敬獻西港慶安宮「赫濯聲靈」匾可查證，此時期仍稱頭庫庄。直到同治初年才有西港保各庄明確的記載，《臺灣府輿圖纂要》記載：「安定里西港保(莊二十四。城西南方八十里起)：(略)蘆竹崙莊（八十二里)、塗庫莊(八十二里)、芋寮莊(八十二里)、沙塵仔莊(八十二里 )、西港仔莊(八十三里)(略)」。由《臺灣府輿圖纂要》內文可知此時頭庫稱為塗庫，至清末及日治時期《臺灣堡圖》則文載為土庫庄。
據西港慶安宮香科醮事簿內文所載清末及日治時期西港香科第三日路關文：「……入下宅仔庄過東入新寮庄轉東南入頂土庫廟口拈香落南入下土庫庄落南至道路直入西港街過西到本廟口駐駕登殿合境平安」、「……新寮庄落南入謝厝寮庄轉過西入下宅仔庄落南至頂土庫大帝廟口拈香直落南入下土庫庄由許門口落南接道路轉落西入西港仔街由尾過西到本廟駐駕閤堡平安」；以此路關文與日治時期所繪製《臺灣堡圖》對照推論，可得知《臺灣堡圖》當時所註記的土庫庄位置應屬「下土庫庄」，而庄廟青龍宮則是位處「頂土庫庄」，時庄廟地屬祭祀公業，管理人許遍。
據文史工作者詢訪臨近庄頭耆老得知，土庫北側舊地名為烏糖間，東北側舊地名叫柳仔港，整治時曾經出土類似碼頭的建築遺構和石車，土庫附近亦有蔦松文化陶片、古時青花磁器、安平壺及乾隆四年(1739)安南黎姓王朝景興通寶銅錢等歷史文物出土，證明當地民生活動頻繁。
又據《太西北極殿歷史誌》記載：「朔自天啟丙寅年(1626)，由丁泰先輩在福建省漳州府龍溪縣二十九都白堡隨身帶來神像(大上帝)保護渡海來台灣，早年港阜頭庫登陸，住進潭底庄(太西)後世代奉祀…。」，此表示頭庫港阜早期存在事實。《臺灣堡圖》的標記中，蚶西港南側有一水道，此一水道由打鐵南側，向西南流經土庫後，在土庫南側與流經姑媽宮、烏竹林、雙張廍聚落的一支流相會，經西港仔北側西流經南海埔、下中洲、大竹林北轉，再經含西港與劉厝間西流，經外渡頭、港墘仔、鹽埕地西流入海。由此可知土庫港阜為古早西港內陸之重要水路碼頭，早期先人亦經此水道至西港內陸開墾經商，如現台19線南寶樹脂公司前三聖宮廟所奉祀之三姓公神位即為當時含西港水道通往頂頭庫水路罹難之先民。

### 傳說軼聞
- 睡虎穴地

古時青龍宮在頭庫之廟址地，傳說建立在天然睡虎穴上, 在西港慶安宮世襲的保生大帝轎班頭及頭庫臨近庄頭老一輩及現於頭庫庄內耕作農民，亦時常談起頭庫睡虎穴傳奇故事。位於睡虎穴上，庄內一律嚴禁敲鑼、打鼓、鳴鞭炮，廟會嫁娶一律禁止鳴炮，老一輩說是怕吵醒睡虎，睡虎醒來則有村民將受害，將死於虎口，在台灣一些位於睡虎穴上的宮廟村落亦有如此說法。
- 鯉魚湖潭鯉魚精

古時因臨台江內海水路，頭庫碼頭為一天然湖潭所形成，此湖潭位處頭庫庄北方且鯉魚群生，有一古老傳說、神話：古時頭庫鯉魚潭穴有一鯉魚精，至晚上夜深人靜之時，常幻化成一女子於潭邊梳妝打扮，有一奇鏡，能擋雷電之擊，此為老一輩之口傳記憶。而現今鯉魚湖潭已縮小如魚塭之態，當地現今魚塭遍佈。
- 無齒淡仔敗頭庫

傳說清道光年間謝厝寮仔一首富謝淡格，人稱無齒淡仔，不知為何與頭庫交惡，遂起敗頭庫地理之念，自恃財力雄厚，先於庭前置以四粒石車(雙張廍)，並將油車安放在頭庫廟後，施以震波劇響，藉以欲敗頭庫地裡。因此金砂村有一俗諺:「面前雙張廍、油車在土庫」來描述此事件。又有一說是請唐山道士觀地理，於廟前掘一大深溝，溝深而湧出之水赤紅如血，隨後道士不知為何無疾暴斃，頭庫與鄰近庄境遂於百年間相繼敗庄，謝家家道亦中落。
- 西港香刈頭庫

民國二年（1913），西港香第四十四科香醮，慶安宮主事者因某種因素，未循古例前往土庫青龍宮恭請保生大帝襄助香醮，而在香科出巡前夕，香醮王府無端被火焚化，千歲爺降壇神示曰:「為何未請青龍宮老先生襄助香醮??」。言罷，主事者耆老旋即前往土庫廟欲迎請保生大帝，然到達時只見一囝仔乩持菜刀為法器，以血畫符已將廟門封住，不讓其入內迎請大帝，眾人只好在廟前跪求大帝，直至下午大帝不忍人丁受苦，才同意襄助此科香醮平息此一風波。那時西港香科流傳一句話:「西港香刈頭庫」;而「西港香科閒一日」亦是描述此事件。

## 宗教活動

### 西港刈香 請大道公

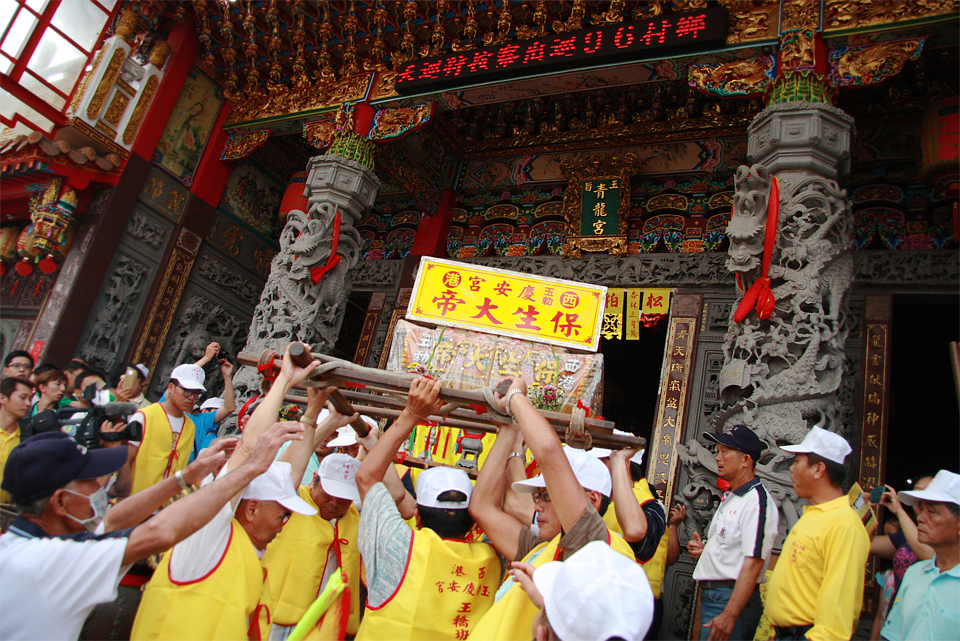
西港香請青龍宮大道公

每逢三年一科「國家級重要民俗活動」-西港刈香，代天巡狩千歲爺南巡時西港慶安宮循例必備八抬大轎前往佳里青龍宮恭請保生大帝參與香科大醮典，榮任主帥王轎之一。因早在西港香科初期，人民相信青龍宮保生大帝即是千歲爺的瘟醫神，地位崇高貴為「西席」，所以當王駕降臨慶安宮，就必須恭請保生大帝來伴千歲爺，如此的體制行儀非常特殊，除在每年千歲爺的聖誕盛典外，在三年一科的香科年上更是一覽無遺，擴及王醮與刈香之信仰活動層面。在整個香醮舉行過程中均可見大道公隨奉於千歲爺身旁，千歲爺駐蹕的行宮王府內即可見此一現象，此時王府由慶安宮正殿內三川門、內殿龍柱至內殿神龕，依序劃分為外、內王府，內王府西側用黃布幔圍成一行轅，裡面供奉著青龍宮保生大帝(開基二大帝)，為千歲爺瘟王醮的瘟醫，在三日之醮典祀王期間，唯只有保生大帝能與千歲爺齊座共享祀宴，外王府東側則另有一獨立行轅，裡面亦供奉青龍宮軟身保生大帝(出巡老大帝)，香科期間並由此尊軟身保生大帝乘座慶安宮保生大帝王轎伴千歲爺王駕出巡96村庄。青龍宮保生大帝襄贊西港香科由南巡開始，直至送王(燒王船)後才送返青龍宮安座，涵蓋了整個香科大醮典。

### 青礁亭謁祖遙祭聖典

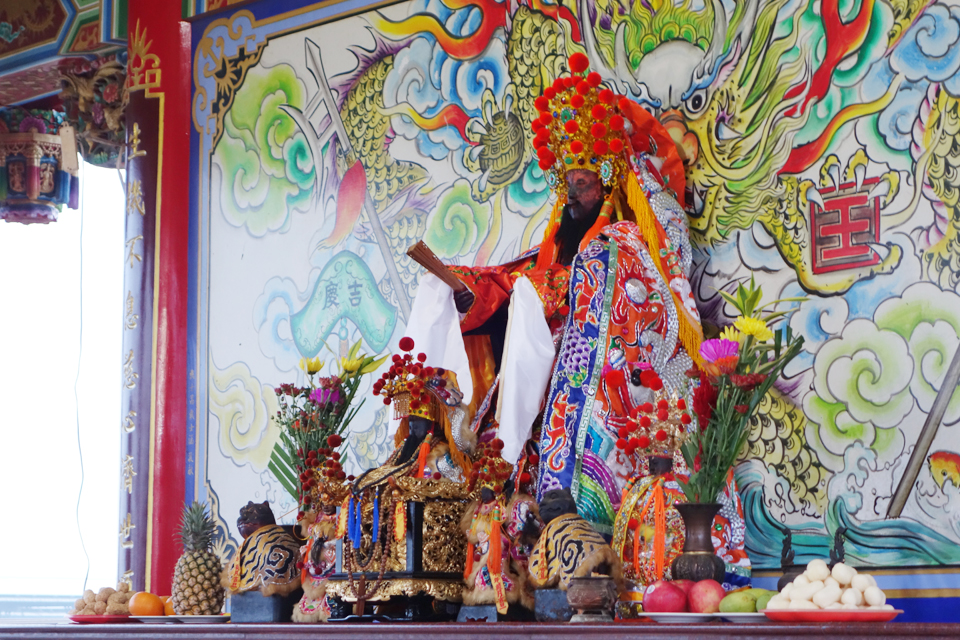
青礁亭遙祭

民國九十八年，土庫舊廟地紀念公園與青礁亭建成，經保生大帝聖示，固定每年聖誕千秋日前於青礁亭舉行遙祭青礁慈濟宮暨聖父母祭祀大典，尋根溯源並緬懷先人開墾奠基之艱辛，發揚慈惠濟民之心，將此聖心慈意源遠流長。

## 外部連結
- 佳里青龍宮保生大帝信仰記實  （页面存档备份，存于）
- 佳里青龍宮的Facebook專頁
- 大學講師花6年親雕檜木執事牌 答謝保生大帝 （页面存档备份，存于）